# Premio Arsenio Erico
El Premio Arsenio Erico es una condecoración otorgada por la Honorable Cámara de Diputados de la República del Paraguay a los deportistas y equipos nacionales que han destacado por sus logros deportivos, dejando en alto el nombre de Paraguay en el ámbito internacional. Fue creado en 2021 mediante el artículo 3.º de la resolución n.º 2700/2021 de la Cámara de Diputados, en honor a Arsenio Erico, quien es reconocido por la FIFA como el mejor futbolista paraguayo de la historia.

## Condecorados
- Alejandro Samaniego, piloto de kart (2022)[5]
- Silvia Patiño, fisicoculturista (2022)[6]
- Agua Marina Espínola, ciclista (2022)[6]
- Alejandra Alonso, remera (2022)[6]
- Selección de fútbol playa de Paraguay (2022)[6]
- Lilian Benítez, fisicoculturista (2022)[6]
- Bethania Pérez, fisicoculturista (2022)[6]
- Nicole Martínez, remera (2022)[6]
- Jesús Servin, karateka (2022)[6]
- Javier Insfrán, remero (2022)[6]
- Jennifer Servin, karateka (2022)[6]
- Fabrizio Zanotti, golfista (2022)[6]
- María Escauriza, golfista (2022)[6]
- Selección femenina de rugby 7 de Paraguay (2022)[6]
- Arturo Rivarola, remero (2022)[6]
- Matheo Mateos, nadador (2022)[6]
- Fernando Ramírez, karateka (2022)[6]
- Matías López, nadador (2022)[6]
- Leyla Servin, karateka (2022)[6]
- Minerva Montiel, boxeadora (2022)[6]
- Marcelo Núñez, boxeador (2022)[6]
- Marcelo Aguirre, jugador de tenis de mesa (2022)[6]
- Alejandro Toranzos, jugador de tenis de mesa (2022)[6]
- Gabriela Narváez, judoka (2022)[6]
- Luján Palacios, jugadora de squash (2022)[6]
- Joshua Dürksen, piloto de automovilismo (2023)[7]
- Sofía García, golfista (2023)[8]
- Saturnino Arrúa, futbolista (2023)[9]
- Gustavo Gómez, futbolista (2024)[10][11]
- Ramón Sosa, futbolista (2024)[12][13]
- Selección femenina de balonmano de Paraguay (2024)[1]
- Selección femenina de voleibol playa de Paraguay (2024)[1]
- Selección de fútbol sub-15 de Paraguay (2024)[1]
- Carlos Jara Saguier, entrenador de fútbol (2024)[14]
- Diego Domínguez Bejarano, piloto de rally (2024)[15][16]
- Erika Alarcón, patinadora sobre ruedas tradicional (2024)[17]
- Julio César Romero, futbolista (2024)